# Paul Haggis
Paul Edward Haggis (London, 10 de março de 1953) é um roteirista, diretor e produtor de cinema e televisão canadense.
Em 10 de novembro de 2022, Haggis foi condenando a pagar 7,5 milhões de dólares a uma antiga agente publicitária que era estuprada por ele em seu apartamento, em 2013.

## Filmografia

### Como roteirista
- Third Person (2014)[2]
- The Next Three Days (2010)
- Terminator Salvation (2009)
- 007 - Quantum of Solace (2008)
- In the Valley of Elah (2007)
- Letters from Iwo Jima (2006)
- Casino Royale (2006)
- Flags of Our Fathers (2006)
- The Last Kiss (2006)
- Crash (2005)
- Million Dollar Baby (2004)
- Red Hot (1993)

### Como diretor
- Third Person (2014)[3]
- The Next Three Days (2010)
- In the Valley of Elah (2007)
- Crash (2005)
- Red Hot (1993)

### Trabalho na televisão
- thirtysomething (supervisor de produção, roteirista, diretor)
- EZ Streets (autor, produtor-executivo)
- The Black Donnellys
- Walker Texas Ranger (co-autor)
- Due Sout (autor)